# Andreu Fontàs
Andreu Fontàs Prat (pron. catalana: [ənˈdɾew funˈtas ˈpɾat]; Banyoles, 14 novembre 1989) è un ex calciatore spagnolo, di ruolo difensore.

## Carriera

### Club
Prodotto della "cantera" del Barcellona, Fontàs ha giocato per la maggior parte delle sue prime stagioni nel Barcellona B. Il 31 agosto 2009, ha esordito in campionato con la prima squadra nella partita contro lo Sporting Gijon, entrando in campo a pochi minuti dal termine al posto di Gerard Piqué. Il 7 dicembre, ha fatto il suo debutto in Champions League, contro il Rubin Kazan ed ha segnato il primo dei due gol della sua squadra.
Il 5 luglio 2011 attraverso un comunicato sul proprio sito ufficiale il FC Barcellona ha annunciato di aver aggregato alla prima squadra per la stagione 2011-2012 il giovane difensore, con una clausola rescissoria fissata a 30 milioni di euro. Già presente nella rosa di Josep Guardiola come sostituto di Éric Abidal durante la sua assenza per malattia, il giocatore farà parte del FC Barcellona fino al 2013. La sua clausola rescissoria è stata fissata a 30 milioni di euro. Il 12 gennaio 2012 in Coppa del Re contro l'Osasuna si procura un grave infortunio al crociato anteriore destro.
Il 15 ottobre 2012 si trasferisce in prestito al Mallorca. Finito il prestito al Mallorca, il 20 giugno 2013 viene ceduto al Celta Vigo. La formazione allenata da Luis Enrique versa al club catalano 1 milione di euro più altri bonus legati al rendimento del calciatore, mentre i blaugrana si assicurano una opzione per il riacquisto oltre a una percentuale su una futura cessione. Tra Fontas e il Celta Vigo è stato invece raggiunto un accordo triennale.Al termine del contratto rimane svincolato.

## Statistiche

### Presenze e reti nei club
Statistiche aggiornate al 1º gennaio 2025.
| Stagione                  | Squadra                   | Campionato                | Campionato | Campionato | Coppe nazionali | Coppe nazionali | Coppe nazionali | Coppe europee | Coppe europee | Coppe europee | Altre coppe | Altre coppe | Altre coppe | Totale | Totale |
| Stagione                  | Squadra                   | Comp                      | Pres       | Reti       | Comp            | Pres            | Reti            | Comp          | Pres          | Reti          | Comp        | Pres        | Reti        | Pres   | Reti   |
| ------------------------- | ------------------------- | ------------------------- | ---------- | ---------- | --------------- | --------------- | --------------- | ------------- | ------------- | ------------- | ----------- | ----------- | ----------- | ------ | ------ |
| 2008-2009                 | Barcellona Atlètic        | SDB                       | 20         | 0          | -               | -               | -               | -             | -             | -             | -           | -           | -           | 20     | 0      |
| 2009-2010                 | Barcellona Atlètic        | SDB                       | 27         | 1          | -               | -               | -               | -             | -             | -             | -           | -           | -           | 27     | 1      |
| 2010-2011                 | Barcellona Atlètic        | SD                        | 25         | 1          | -               | -               | -               | -             | -             | -             | -           | -           | -           | 25     | 1      |
| Totale Barcellona Atlètic | Totale Barcellona Atlètic | Totale Barcellona Atlètic | 72         | 2          |                 | -               | -               |               | -             | -             |             | -           | -           | 72     | 2      |
| 2009-2010                 | Barcellona                | PD                        | 1          | 0          | CR              | 1               | 0               | UCL           | 0             | 0             | SS+SU+Cmc   | 0           | 0           | 2      | 0      |
| 2010-2011                 | Barcellona                | PD                        | 6          | 0          | CR              | 1               | 0               | UCL           | 1             | 1             | SS          | 0           | 0           | 8      | 1      |
| 2011-2012                 | Barcellona                | PD                        | 4          | 0          | CR              | 1               | 0               | UCL           | 1             | 0             | SS          | 0           | 0           | 6      | 0      |
| Totale Barcellona         | Totale Barcellona         | Totale Barcellona         | 11         | 0          |                 | 3               | 0               |               | 2             | 1             |             | 0           | 0           | 16     | 1      |
| 2012-2013                 | Maiorca                   | PD                        | 9          | 0          | CR              | 4               | 0               | -             | -             | -             | -           | -           | -           | 13     | 0      |
| 2013-2014                 | Celta Vigo                | PD                        | 35         | 0          | CR              | 0               | 0               | -             | -             | -             | -           | -           | -           | 35     | 0      |
| 2014-2015                 | Celta Vigo                | PD                        | 34         | 0          | CR              | 2               | 0               | -             | -             | -             | -           | -           | -           | 36     | 0      |
| 2015-2016                 | Celta Vigo                | PD                        | 7          | 1          | CR              | 0               | 0               | -             | -             | -             | -           | -           | -           | 7      | 1      |
| 2016-2017                 | Celta Vigo                | PD                        | 17         | 1          | CR              | 2               | 0               | UEL           | 8             | 1             | -           | -           | -           | 27     | 2      |
| 2017-2018                 | Celta Vigo                | PD                        | 12         | 0          | CR              | 4               | 0               | -             | -             | -             | -           | -           | -           | 16     | 0      |
| Totale Celta Vigo         | Totale Celta Vigo         | Totale Celta Vigo         | 105        | 2          |                 | 8               | 0               |               | 8             | 1             |             | 0           | 0           | 121    | 3      |
| ago.-dic. 2018            | Sporting K.C.             | MLS                       | 2          | 0          | -               | -               | -               | -             | -             | -             | -           | -           | -           | 2      | 0      |
| 2019                      | Sporting K.C.             | MLS                       | 13         | 0          | USOC            | 1               | 0               | CL            | 4             | 0             | -           | -           | -           | 18     | 0      |
| 2020                      | Sporting K.C.             | MLS                       | 3          | 1          | -               | -               | -               | -             | -             | -             | -           | -           | -           | 3      | 1      |
| 2021                      | Sporting K.C.             | MLS                       | 35         | 0          | -               | -               | -               | -             | -             | -             | -           | -           | -           | 35     | 0      |
| 2022                      | Sporting K.C.             | MLS                       | 28         | 2          | USOC            | 4               | 0               | -             | -             | -             | -           | -           | -           | 32     | 2      |
| 2023                      | Sporting K.C.             | MLS                       | 32         | 0          | USOC            | 1               | 0               | -             | -             | -             | LC          | 3           | 0           | 36     | 0      |
| 2024                      | Sporting K.C.             | MLS                       | 17         | 0          | USOC            | 3               | 0               | -             | -             | -             | LC          | 1           | 0           | 21     | 0      |
| Totale Sporting K.C.      | Totale Sporting K.C.      | Totale Sporting K.C.      | 130        | 3          |                 | 9               | 0               |               | 4             | 0             |             | 4           | 0           | 147    | 3      |
| Totale Carriera           | Totale Carriera           | Totale Carriera           | 327        | 7          |                 | 24              | 0               |               | 14            | 2             |             | 4           | 0           | 359    | 9      |

## Palmarès

### Club

#### Competizioni nazionali
- Supercoppa di Spagna: 2

Barcellona: 2009, 2011
- Campionato spagnolo: 2

Barcellona: 2009-2010, 2010-2011

#### Competizioni internazionali
- UEFA Champions League: 1

Barcellona: 2010-2011
- Supercoppa UEFA: 1

Barcellona: 2011
- Coppa del mondo per club: 1

Barcellona: 2011

### Nazionale
- Giochi del Mediterraneo: 1

 Pescara 2009